# Arpajon-sur-Cère (tổng)
Tổng Arpajon-sur-Cère là một tổng thuộc tỉnh Cantal trong vùng Auvergne-Rhône-Alpes.

## Địa lý
Ce canton est organisé autour d'Arpajon-sur-Cère ở quận Aurillac. Độ cao khu vực này dao động từ 371 m (Vezels-Roussy) đến 860 m (Vézac) với độ cao trung bình 696 m.

## Hành chính
| Giai đoạn | Ủy viên             | Đảng          | Tư cách |
| --------- | ------------------- | ------------- | ------- |
| 2004-     | Jean-Pierre Delpont | Divers droite |         |

## Các đơn vị trực thuộc
Le canton d'Arpajon-sur-Cère gồm 6 xã với dân số 7 804 người (điều tra dân số năm 1999, dân số không tính trùng)
| Xã                     | Dân số | Mã bưu chính | Mã insee |
| ---------------------- | ------ | ------------ | -------- |
| Arpajon-sur-Cère       | 5 545  | 15130        | 15012    |
| Labrousse              | 379    | 15130        | 15085    |
| Prunet                 | 517    | 15130        | 15156    |
| Teissières-lès-Bouliès | 268    | 15130        | 15234    |
| Vézac                  | 952    | 15130        | 15255    |
| Vezels-Roussy          | 143    | 15130        | 15257    |

## Biến động dân số
| 1962                                                     | 1968  | 1975  | 1982  | 1990  | 1999  |
| -------------------------------------------------------- | ----- | ----- | ----- | ----- | ----- |
| 4 905                                                    | 5 339 | 6 363 | 7 079 | 7 627 | 7 804 |
| Nombre retenu à partir de 1962 : dân số không tính trùng |       |       |       |       |       |